# Џеф Картер
Џеф Картер (енгл. Jeff Carter; Лондон, 1. јануар 1985) професионални је канадски хокејаш на леду који игра на позицији централног нападача.
На улазном драфту НХЛ лиге одржаном у лето 2003. у Нешвилу одабрала га је као 11. пика у првој рунди екипа Флајерса из Филаделфије. Прве професионалне наступе остварио је у дресу АХЛ филијале Флајерса, екипи Филаделфија фантомса за коју је играо током плеј-оф серије у сезони 2003/04. Наступао је за исту екипу и током плејофа следеће сезоне када је освојио и титулу првака. У НХЛ лиги дебитовао је у дресу Флајерса у сезони 2005/06, а у тиму из Филаделфије провео је укупно 6 сезона. Први део сезоне 2011/12. одиграо је за тим Коламбус блу џакетса, а потом прелази у редове Кингса из Лос Анђелеса са којима је у два наврата успевао да освоји трофеј победника Стенли купа (у сезонама 2011/12. и 2012/13).
Највећи успех у дресу репрезентације Канаде остварио је на Зимским олимпијским играма 2014. у Сочију на којима су Канађани освојили златну медаљу. Картер је на олимпијском турниру одиграо свих 6 утакмица, уз учинак од 3 гола и 2 асистенције). Пре тога освојио је титуле светског првака за играче до 20 година 2005, и за играче до 18 година 2003. године.